# 胡章釗
胡章釗（1915年—1999年11月），人稱「胡翁」，廣東南海人，活躍於1950年代至1970年代，曾在上海及香港擔任過廣播、主持及司儀工作。與新馬師曾屬四十多年好友。

## 早年
胡章釗早年在上海新興廣播社擔任社長及主持，當時有一「廣東平民醫院」因經營不善即將結業，有聽眾將錢送到電台請胡章釗代為轉交。醫院負責人在接收善款時改請胡翁義播籌款，結果胡停播了他的節目改為義播一天，便挽救了一家醫院。當時他已有「上海播音皇帝」之稱。

## 來港後
電視方面，他在無綫電視1967年11月19日開台當日已在擔任主持。為人熟知的是他在無綫電視主持問答遊戲節目《花王俱樂部》的一句「你要獎金定獎品？」（你要獎金還是獎品？），以及1972年6月24日無綫電視為「六一八雨災」製作的賑災義演節目《無綫電視籌款賑災慈善表演大會》（英語：HK-TVB Operation Relief）等擔任司儀。
他50年代末曾在《華僑日報》救助貧童運動（1958年1月，新馬師曾義唱粵曲《萬惡淫為首》）擔任報幕。後來也曾在1972年10月為日本歌劇團擔任司儀、1972年12月為台灣來港演出的藝虹歌舞劇團任報幕、1973年2月英國歌手Tom Jones來港在政府大球場舉行演唱會主持、1973年9月在皇都夜總會擔任司儀、1973年12月日本歌舞團來港演出任報幕、1975年2月與新馬師曾等紅伶參與在21日晚舉行無綫電視的籌款晚會、1975年12月假青山道新舞台舉辦的港台紅星大會串擔任司儀、1976年3月越洋到三藩市中華總會為全美華埠小姐加冕晚會擔任司儀。1975年7月他也曾在北角街坊會舉辦暑期青年口才進修班。
1976年9月，胡章釗自美回港，再在無綫主持新節目《三代同堂》，派出獎品，1977年3月續主持《五代同堂》後，他計劃赴美探親。1977年4月30日，胡與無綫合約到期，但沒有再談續約，胡感到無綫絕情，故待一個月仍無果後，轉投佳視。1977年6月，胡章釗宣布簽約佳視，會主持一有獎遊戲節目=胡章釗俱樂部」，7月播出，每周播出一次每次半小時，暫簽約半年，如合作愉快則半年後再續約。1977年12月，他除了逢周四九點播出的《胡章釗俱樂部》外，還有特備節目戶外錄映的《零舍開心》、《火樹銀花渡今宵》等。
1981年赴三藩市後，他在中華電視台《福從天降》節目擔任主講口才藝術，又在第九電視台接受訪問和到社團、宗親會、教會等演講，但他稱不會長期在美國，因為香港仍有很多擁躉。

### 廣播
廣播方面，1950年代末他已在麗的呼聲擔任播音工作。踏入1960年代，他曾在麗的呼聲擔任說書人，講武俠小說，如書劍恩仇錄、射雕英雄傳等，1960年代曾主持香港商業電台節目《真人真事真英雄》，1978年又主持商台節目《宵夜十點半》。

### 其他
其他慈善方面，他曾任中山紀念醫院董事，不過該醫院籌備計劃難產，原址成為今日的仁安醫院。1976年3月，他得悉2月大年初二時新馬師曾為愛秩序灣義演籌款晚會後，在美國為筲箕灣災民籌得港幣14,000元，在3月12日由新馬師曾交給麗的總經理黃錫照。
1977年，他也曾為時任麗的副總經理鍾景輝介紹相親對象，不過鍾景輝看不上眼，不成事。
1981年3月，胡章釗在年初赴美，在各僑團、宗親會、教會邀請下前往演講，並請他主持口才訓練講座，並出席全美華埠小姐選美會及演講。返港後5月，市政局邀請胡章釗在中醫師公會推動的醫學講座上擔任翻譯，因講師沈餘生是胡的師傅。
1983年9月，《工商日報》寫到他已定居三藩市多年，並與友人合股投資，開設第一華人廣播電台，並在9月返港在無綫客串《[歡樂今宵]]》的主持，及會於年底返美。

## 晚年
他約在1970年代中後期至80年代頻繁赴美，90年代初移民加拿大，育有一子胡九江，是生意人，曾就讀傳理系和做過大眾傳媒工作。約70年代初至中，他皈依基督教，90年代初在多伦多與牧師創立刊物《號角》。